# Shihomi Fukushima
Shihomi Fukushima (Munakata, 19 de junho de 1995) é uma esgrimista japonesa.

## Carreira
Em 2017, ela ganhou uma das medalhas de bronze no evento de sabre feminino por equipe no Campeonato Asiático de Esgrima realizado em Hong Kong. No mesmo ano, ela ganhou a medalha de ouro no evento de sabre feminino por equipe na Universíade de Verão de 2017 em Taipei, Taiwan. Em 2019, ela ganhou uma das medalhas de bronze no evento de sabre feminino no Campeonato Asiático de Esgrima realizado em Chiba, Japão. Ela também ganhou a medalha de bronze no evento de sabre feminino por equipe.
Nos Jogos Olímpicos de Verão de 2024, em Paris, conquistou a medalha de bronze na disputa de sabre por equipes ao lado de Risa Takashima, Seri Ozaki e Misaki Emura.